# María del Pino García Padrón
María del Pino García Padrón (ur. 23 sierpnia 1961) – hiszpańska szachistka.

## Kariera szachowa
Wielokrotnie startowała w finałach indywidualnych mistrzostw Hiszpanii, dwukrotnie zdobywając złote medale (Reus 1980, Lleida 1983) oraz czterokrotnie srebrne (Sewilla 1975, Zamora 1977, Kordowa 1982, La Roda 1984). Pomiędzy 1974 a 1982 r. pięciokrotnie reprezentowała narodowe barwy na szachowych olimpiadach, zdobywając dwa medale: srebrny (Medellín 1974 – za wynik indywidualny na II szachownicy) oraz brązowy (Hajfa 1976 – wspólnie z drużyną).
Najwyższy ranking w karierze osiągnęła 1 stycznia 1987 r., z wynikiem 2225 punktów dzieliła wówczas 86-93. miejsce na światowej liście FIDE, jednocześnie zajmując 2. miejsce (za Nieves Garcíą Vicente) wśród hiszpańskich szachistek. Od tego też roku nie uczestniczy w turniejach klasyfikowanych przez Międzynarodową Federację Szachową.